# Turócszentpéter
Turócszentpéter (szlovákul Turčiansky Peter, vagy Sväty Peter) község Szlovákiában, a Zsolnai kerületben, a Turócszentmártoni járásban.

## Fekvése
Turócszentmártontól 5 km-re délre, a Turóc bal partján fekszik.

## Története
A település neve 1309-ben tűnik fel először, amikor területét Doncs mester zólyomi ispán Dénes fia Tamásnak adja. A falut közvetlenül azonban csak 1323-tól „Scenpeter”, „Zenpeter”, „Zenthpetur” néven említik. 1386-ban Zaturcsányi Pál fiának birtoka. A 18. században a Szennesy család tulajdonában állt. 1784-ben 32 házában 199 lakos élt.
A 18. század végén Vályi András így ír róla: „SZENT PÉTER. Tót falu Túrócz Várm. földes Urai Dávid, és Szenesi Uraságok, lakosai katolikusok, és evangelikusok. Nem régiben a’ parochiális pintzében értzérre találtak, melly jó reménységet szolgáltat; határja középszerű.”
A 19. században a Nyáry család birtokolta. 1828-ban 22 háza és 203 lakosa volt. Lakói mezőgazdasággal, gyógyolaj készítéssel és árusítással, gyógynövényekkel foglalkoztak. A trianoni diktátumig Turóc vármegye Turócszentmártoni járásához tartozott.

## Népessége
| Év:            | 1994. | 2004.    | 2014.    | 2024.    |
| -------------- | ----- | -------- | -------- | -------- |
| Emberek száma: | 237   | 319      | 452      | 587      |
| Eltérés:       |       | +34,59 % | +41,69 % | +29,86 % |

| Év:            | 2023. | 2024.   |
| -------------- | ----- | ------- |
| Emberek száma: | 570   | 587     |
| Eltérés:       |       | +2,98 % |

1910-ben 203, túlnyomórészt szlovák lakosa volt.
2001-ben 319 lakosából 309 szlovák volt.
2011-ben 397 lakosából 387 szlovák.

## Neves személyek
- Itt született 1906-ban Nyáry Ernő karmelita szerzetes, bagdadi (latin) érsek.
- Itt szolgált Rudolf Baláž (1940–2011) szlovák katolikus pap, besztercebányai püspök.

## Nevezetességei

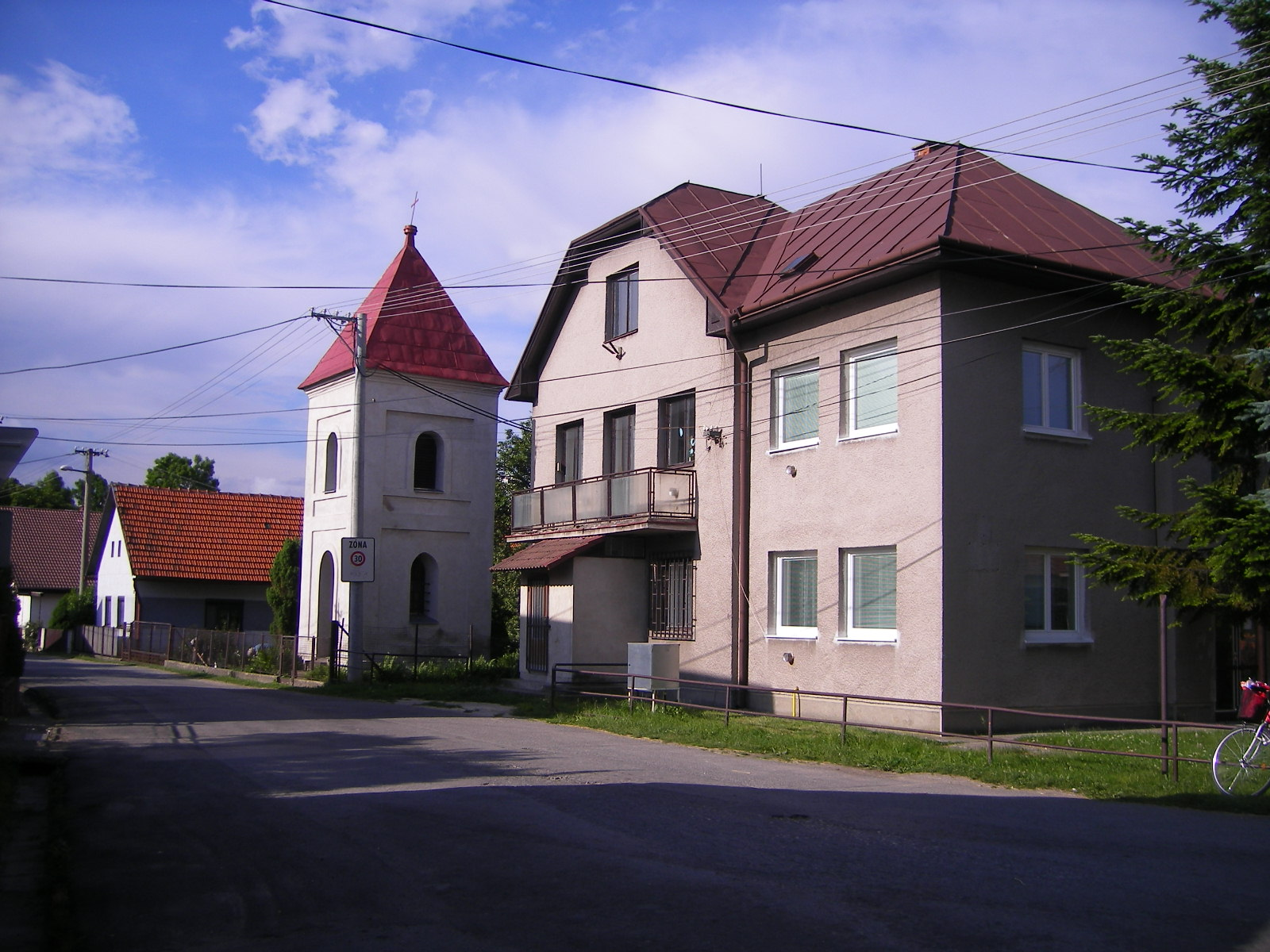
Utcarészlet a haranglábbal

- Szent Péter apostol tiszteletére szentelt római katolikus temploma 1309 és 1327 között épült gótikus stílusban. A 17. század közepén reneszánsz stílusban építették át. 1940 körül korszerűsítették. Belsejében sok gótikus részlet látható. Berendezése 18. századi. Gótikus szobrait a Turócszentmártoni Szlovák Nemzeti múzeumba szállították.
- Reneszánsz eredetű kastélya a 16-17. században épült, a 19. század végén romantikus stílusban átépítették.

## Külső hivatkozások
- E-obce.sk Archiválva 2008. november 12-i dátummal a Wayback Machine-ben
- Községinfó
- Turócszentpéter Szlovákia térképén